# Agrotis diplosticta
Agrotis diplosticta är en fjärilsart som beskrevs av George Francis Hampson 1909. Agrotis diplosticta ingår i släktet Agrotis och familjen nattflyn. Inga underarter finns listade i Catalogue of Life.